# G.T. International Tower
G.T. International Tower es un rascacielos de oficinas situado en Makati, Filipinas. La "G.T." del nombre representa a George Ty, dueño del edificio y presidente de Metrobank Group. Tiene 43 pisos y una altura de 217 metros.

## Diseño y construcción
El promotor de G.T. International Tower fue Federal Land, una firma de bienes inmuebles de Metrobank Group. El edificio fue diseñado por las firmas arquitectónicas locales GF & Partners Architects y Recio + Casas Architects, en cooperación con la renombrada firma arquitectónica internacional Kohn Pedersen Fox Associates como consultor de diseño. El diseño estructural fue provisto por Aromin & Sy + Associates, mientras que el contratista general del proyecto fue C-E Construction.
La torre está coronada con una aleta vertical de 10 plantas. Esta aleta marca su presencia en el skyline de Makati City y provee una firma visual en la corona de las torres. Aunque G.T. International Tower abrió en 2001, no fue inaugurada formalmente hasta 2004.
Es considerado una de las direcciones de oficinas más prestigiosas del país.

## Localización
El edificio está situado en la esquina de Ayala Avenue y H.V. de la Costa Street, en Makati, y también está cerca de la sede de BDO, banco rival de Metrobank, principal activo del dueño del edificio George Ty. Está situado cerca de la entrada del Makati Central Business District desde Sen. Gil Puyat Avenue. Está a un paseo de distancia de la mayoría de otros edificios principales de oficinas y residenciales de Makati, y es fácilmente accesible al público desde Ayala Avenue.